# Dalby Huse
Dalby Huse is een plaats in de Deense regio Hovedstaden, gemeente Frederikssund, en telt 291 inwoners (2007).